# Валене (Верона)
Валене је насеље у Италији у округу Верона, региону Венето.
Према процени из 2011. у насељу је живело 19 становника. Насеље се налази на надморској висини од 1065 м.